# Дворска (тврђава)
Дворска је стара тврђава поред истоименог села, у близини Крупња. Народна традиција га приписује сремском краљу Драгутину Немањићу који је владао овим просторима. Данас има остатака тврђаве.